# 龙之梦购物公园
龙之梦购物公园原名龙之梦购物中心，是中华人民共和国上海市长宁区的一座商場，投資方為長峰房地產開發有限公司。該商場位於中山公园和苏州河以南，建築高度為238-（781-英尺），共有60层，占地25,899平方米，總建築面積32萬平方米，地上商業設施為24萬平方米。龙之梦购物公园內有众多的跨国零售商，例如优衣库、C&A、西九巷咖啡和Zara。

## 历史
龙之梦购物中心于2005年12月18日開業。
2007年12月，長峰地產將龙之梦购物中心50%的股權轉讓給凱德商用。
2015年8月，龙之梦购物中心內部的自动扶梯发生意外，結果一名男子的腿被截肢。
2017年4月28日，龙之梦购物中心更名為龙之梦购物公园。

## 画廊

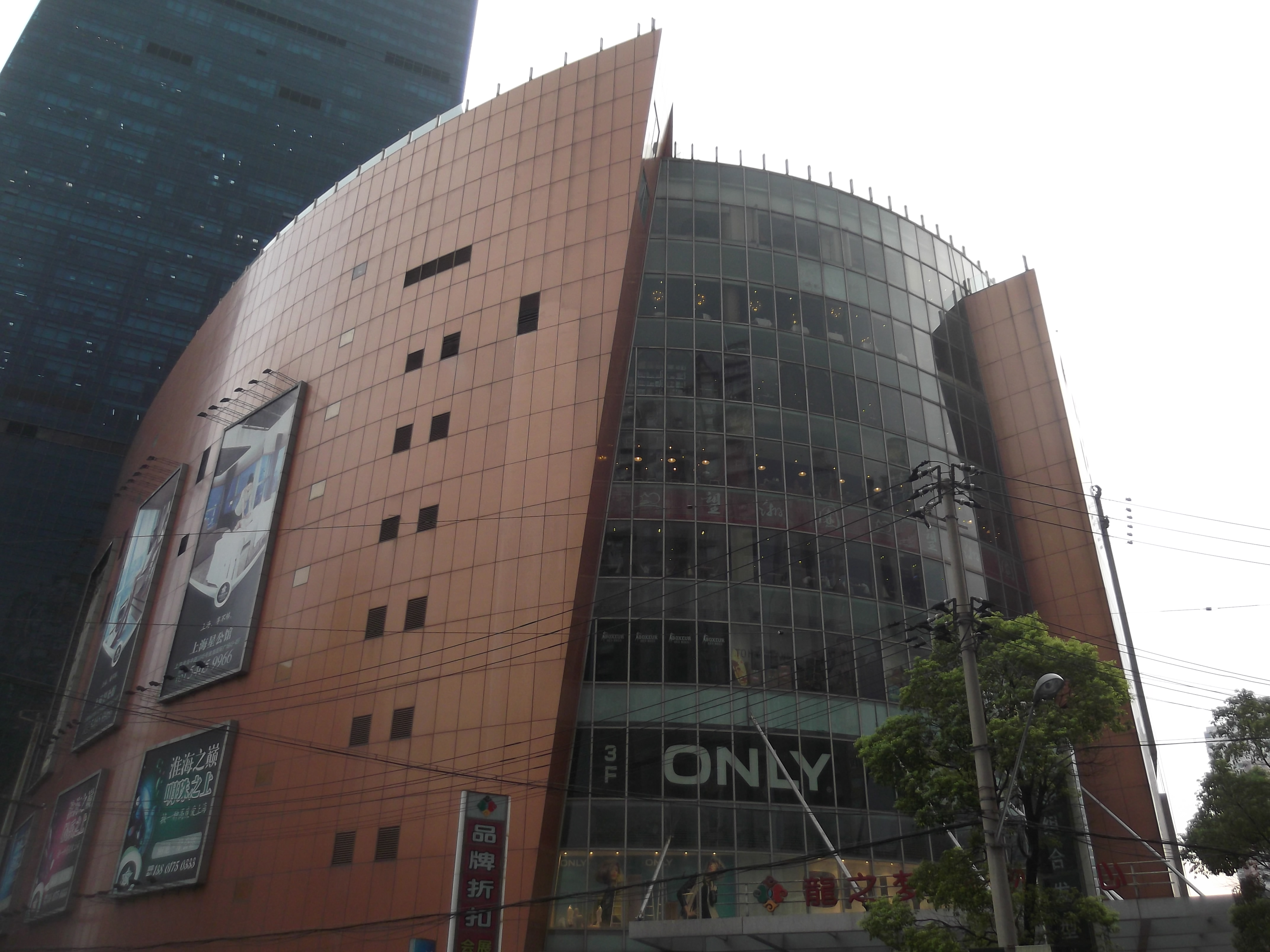
龙之梦购物公园入口
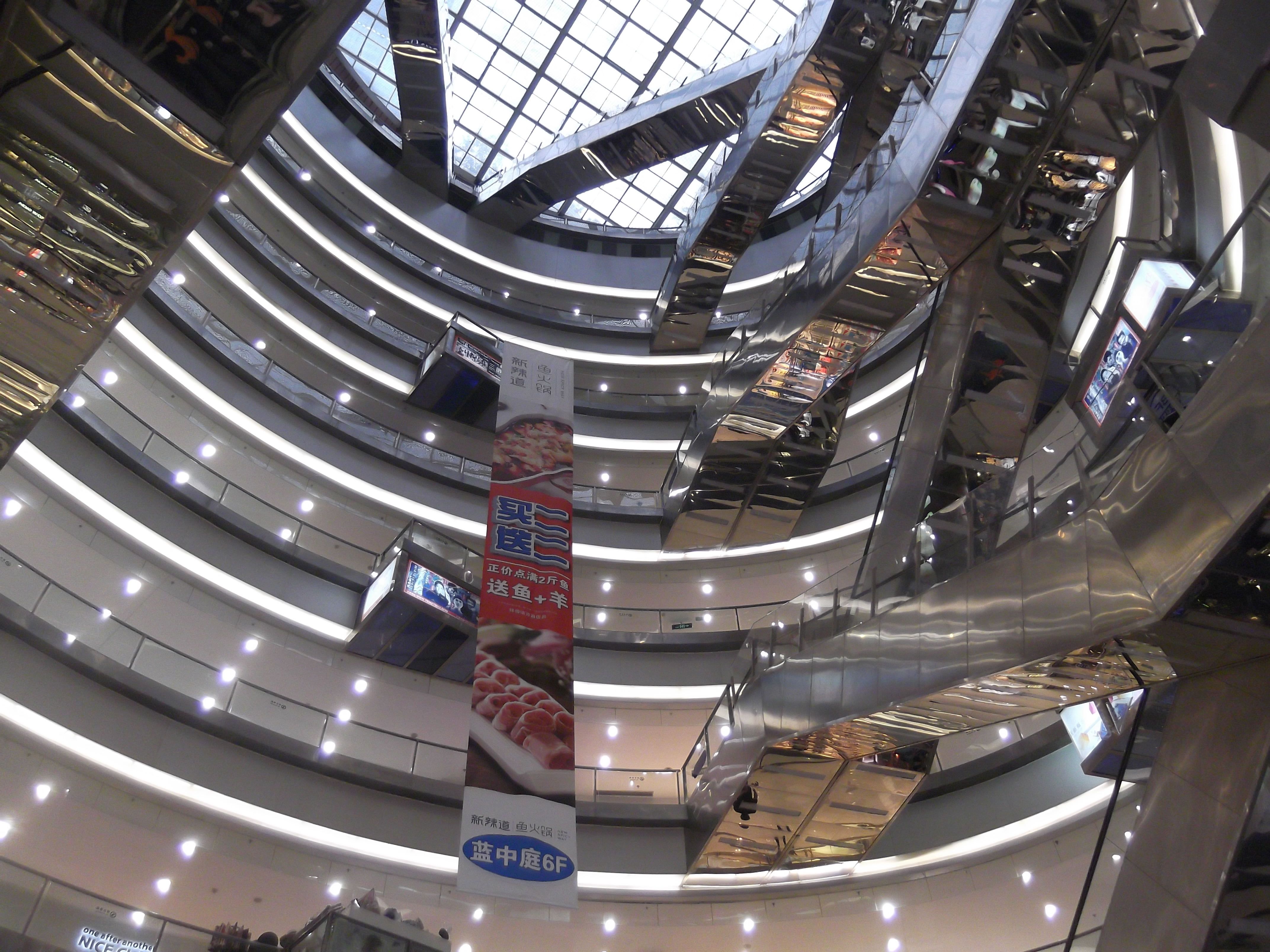
龙之梦购物公园內部
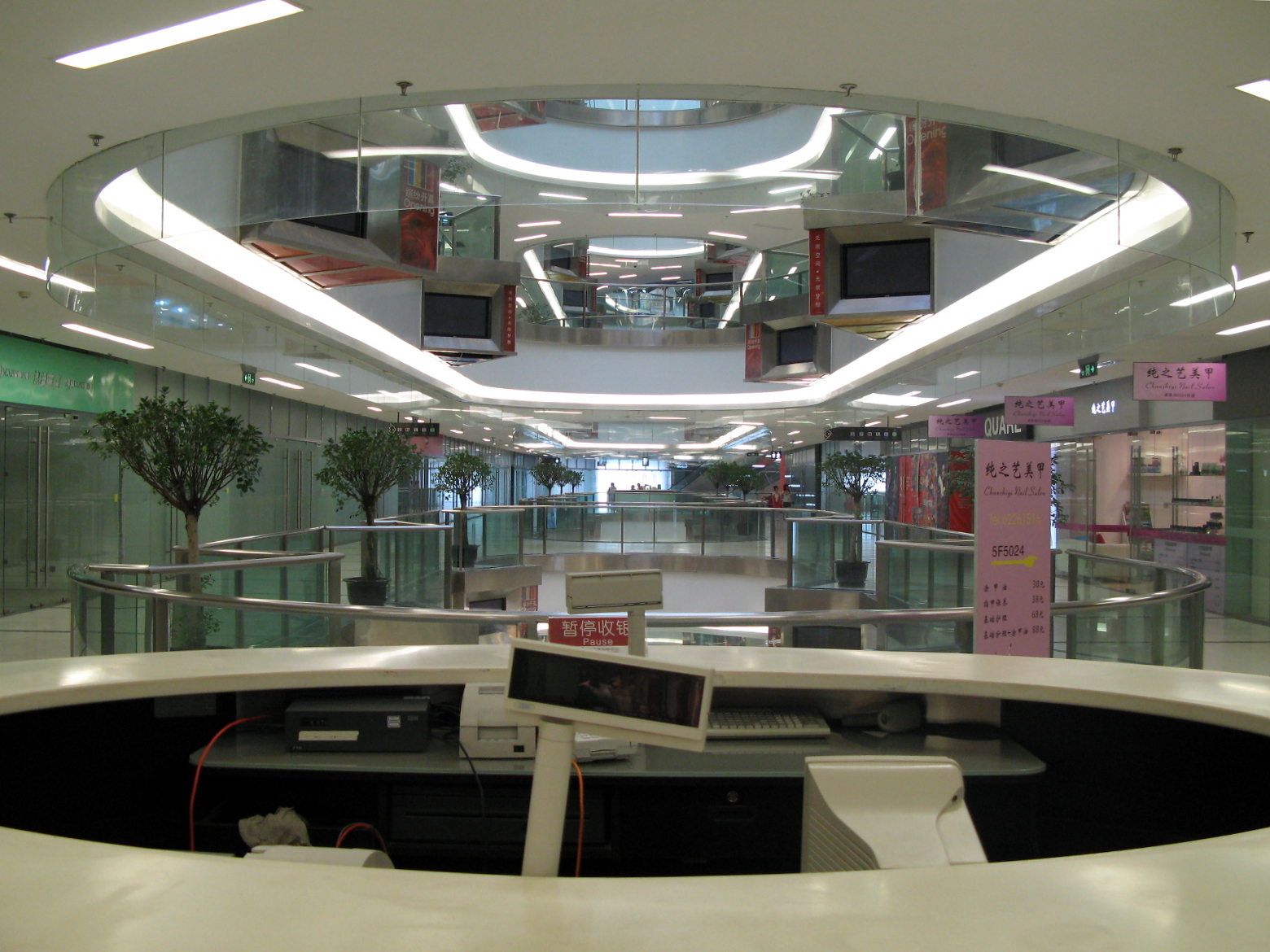
龙之梦购物公园內部（翻新前）
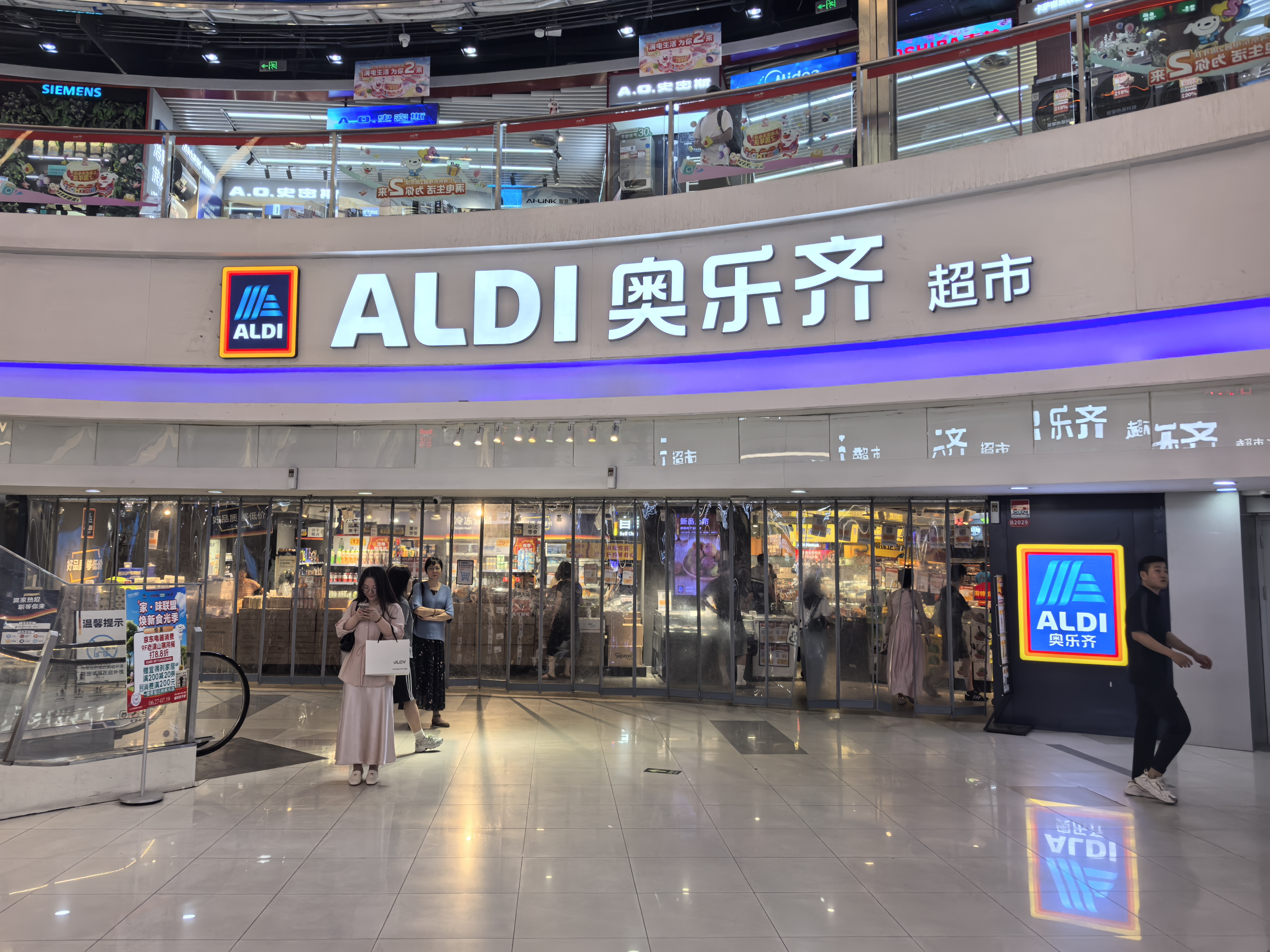
位于商场地下一层的奥乐齐超市

## 交通
龍之夢購物公園位於上海轨道交通2号线、上海轨道交通3号线和上海轨道交通4号线的換乘站中山公园站的東北方向。 可轨交3、4号线中山公园站二层北边空中连廊进入龙之梦二楼。